# Territórios da Rússia
A Rússia é dividida em 83 subdivisões, sendo nove krais, ou territórios:
| Número | Território  | Capital                  |
| ------ | ----------- | ------------------------ |
| 1      | Altai       | Barnaul                  |
| 2      | Zabaykalsky | Chita                    |
| 3      | Kamtchatka  | Petropavlovsk-Kamchatski |
| 4      | Krasnodar   | Krasnodar                |
| 5      | Krasnoyarsk | Krasnoyarsk              |
| 6      | Perm        | Perm                     |
| 7      | Primorsky   | Vladivostok              |
| 8      | Stavropol   | Stavropol                |
| 9      | Khabarovsk  | Khabarovsk               |